# منتخب بنما لكرة القدم الشاطئية
منتخب بنما لكرة القدم الشاطئية (بالإسبانية: Selección de fútbol playa de Panamá)‏ هو ممثل بنما الرسمي في المنافسات الدولية في كرة قدم شاطئية ، يديريه اتحاد بنما لكرة القدم.